# Molophilus bawbawiensis
Molophilus bawbawiensis är en tvåvingeart som beskrevs av Alexander 1931. Molophilus bawbawiensis ingår i släktet Molophilus och familjen småharkrankar. Inga underarter finns listade i Catalogue of Life.